# Marokko op de Olympische Spelen
Marokko is een van de landen die deelneemt aan de Olympische Spelen. Marokko debuteerde op de Zomerspelen van 1960. Acht jaar later, in 1968, kwam het voor het eerst uit op de Winterspelen. Marokko was in 1976 een van de boycottende landen, dit nadat enkele deelnemers al in actie waren gekomen. Ook in 1980 ontbrak het land op de Zomerspelen. Parijs was voor Marokko de zestiende deelname aan de Zomerspelen, in 2022 werd voor de achtste keer deelgenomen aan de Winterspelen.

## Medailles en deelnames
Er werden 26 medailles gewonnen, alle op de Zomerspelen. Hiervan werden er 20 in de atletiek behaald, waaronder vier door vrouwen. De overige viif medailles werden bij het boksen en het voetbal behaald.
De eerste medaille werd in 1960 door Rhadi Ben Abdesselam gewonnen op de marathon. De tweede medaille volgde 24 jaar later door Nawal El Moutawakel op de 400 meter horden bij de vrouwen. Van 1984 tot en met de Spelen van 2020 werd er ten minste een medaille per evenement gewonnen.
De succesvolste deelnemer is Hicham El Guerrouj die in 2000 zilver (op de 1500 m) won en in 2004 tweemaal goud (op de 1500 m en 5000 m). Naast El Guerrouj zijn Saïd Aouita (in 1984 goud op de 5000 m en in 1988 brons op de 800 m) en Hasna Benhassi (in 2004 zilver en in 2008 brons op de 800 m) meervoudige medaillewinnaars.

### Overzicht
De tabel geeft een overzicht van de jaren waarin werd deelgenomen, het aantal gewonnen medailles en de eventuele plaats in het medailleklassement.
| Zomerspelen | Zomerspelen | Zomerspelen | Zomerspelen | Zomerspelen | Zomerspelen |        | Winterspelen | Winterspelen | Winterspelen | Winterspelen | Winterspelen | Winterspelen |
| Jaar        | Goud        | Zilver      | Brons       | Totaal      | Rang        | Jaar   | Goud         | Zilver       | Brons        | Totaal       | Rang         |              |
| 1960        | 0           | 1           | 0           | 1           | 32          | 1960   | -            | -            | -            | -            | -            |              |
| 1964        | 0           | 0           | 0           | 0           | -           | 1964   | -            | -            | -            | -            | -            |              |
| 1968        | 0           | 0           | 0           | 0           | -           | 1968   | 0            | 0            | 0            | 0            | -            |              |
| 1972        | 0           | 0           | 0           | 0           | -           | 1972   | -            | -            | -            | -            | -            |              |
| 1976        | 0           | 0           | 0           | 0           | -           | 1976   | -            | -            | -            | -            | -            |              |
| 1980        | -           | -           | -           | -           | -           | 1980   | -            | -            | -            | -            | -            |              |
| 1984        | 2           | 0           | 0           | 2           | 18          | 1984   | 0            | 0            | 0            | 0            | -            |              |
| 1988        | 1           | 0           | 2           | 3           | 28          | 1988   | 0            | 0            | 0            | 0            | -            |              |
| 1992        | 1           | 1           | 1           | 3           | 31          | 1992   | 0            | 0            | 0            | 0            | -            |              |
| 1996        | 0           | 0           | 2           | 2           | 68          | 1994   | -            | -            | -            | -            | -            |              |
| 2000        | 0           | 1           | 4           | 5           | 58          | 1998   | -            | -            | -            | -            | -            |              |
| 2004        | 2           | 1           | 0           | 3           | 37          | 2002   | -            | -            | -            | -            | -            |              |
| 2008        | 0           | 1           | 1           | 2           | 64          | 2006   | -            | -            | -            | -            | -            |              |
| 2012        | 0           | 0           | 1           | 1           | 79          | 2010   | 0            | 0            | 0            | 0            | -            |              |
| 2016        | 0           | 0           | 1           | 1           | 78          | 2014   | 0            | 0            | 0            | 0            | -            |              |
| 2020        | 1           | 0           | 0           | 1           | 63          | 2018   | 0            | 0            | 0            | 0            | -            |              |
| 2024        | 1           | 0           | 1           | 2           | 60          | 2022   | 0            | 0            | 0            | 0            | -            |              |
| Totaal      | 8           | 5           | 13          | 26          |             | Totaal | 0            | 0            | 0            | 0            |              |              |
| Tot. Z+W    | 8           | 5           | 13          | 26          |             |        |              |              |              |              |              |              |

### Per deelnemer
| Editie | Sport    | Olympiër             | Onderdeel                  | Medaille |
| ------ | -------- | -------------------- | -------------------------- | -------- |
| 1960   | Atletiek | Rhadi Ben Abdesselam | marathon (m)               | Zilver   |
| 1984   | Atletiek | Saïd Aouita          | 5000 m (m)                 | Goud     |
| 1984   | Atletiek | Nawal El Moutawakel  | 400 m horden (v)           | Goud     |
| 1988   | Atletiek | Saïd Aouita          | 800 m (m)                  | Brons    |
| 1988   | Atletiek | Brahim Boutayeb      | 10.000 m (m)               | Goud     |
| 1988   | Boksen   | Abdelhak Achik       | vedergewicht (m)           | Brons    |
| 1992   | Atletiek | Rachid El Basir      | 1500 m (m)                 | Zilver   |
| 1992   | Atletiek | Khalid Skah          | 10.000 m (m)               | Goud     |
| 1992   | Boksen   | Mohammed Achik       | bantamgewicht (m)          | Brons    |
| 1996   | Atletiek | Khalid Boulami       | 5000 m (m)                 | Brons    |
| 1996   | Atletiek | Salah Hissou         | 10.000 m (m)               | Brons    |
| 2000   | Atletiek | Hicham El Guerrouj   | 1500 m (m)                 | Zilver   |
| 2000   | Atletiek | Brahim Lahlafi       | 5000 m (m)                 | Brons    |
| 2000   | Atletiek | Nezha Bidouane       | 400 m horden (v)           | Brons    |
| 2000   | Atletiek | Ali Ezzine           | 3000 m steeple chase (m)   | Brons    |
| 2000   | Boksen   | Tahar Tamsamani      | vedergewicht (m)           | Brons    |
| 2004   | Atletiek | Hicham El Guerrouj   | 1500 m (m)                 | Goud     |
| 2004   | Atletiek | Hicham El Guerrouj   | 5000 m (m)                 | Goud     |
| 2004   | Atletiek | Hasna Benhassi       | 800 m (v)                  | Zilver   |
| 2008   | Atletiek | Jaouad Gharib        | marathon (m)               | Zilver   |
| 2008   | Atletiek | Hasna Benhassi       | 800 m (v)                  | Brons    |
| 2012   | Atletiek | Abdalaati Iguider    | 1500 m (m)                 | Brons    |
| 2016   | Boksen   | Mohammed Rabii       | weltergewicht (-69 kg) (m) | Brons    |
| 2020   | Atletiek | Soufiane El Bakkali  | 3000 m steeplechase (m)    | Goud     |

Afghanistan · Albanië · Algerije · Amerikaans-Samoa · Amerikaanse Maagdeneilanden · Andorra · Angola · Antigua en Barbuda · Argentinië · Armenië · Aruba · Australië · Azerbeidzjan · Bahama's · Bahrein · Bangladesh · Barbados · België · Belize · Benin · Bermuda · Bhutan · Bolivia · Bosnië en Herzegovina · Botswana · Brazilië · Britse Maagdeneilanden · Brunei · Bulgarije · Burkina Faso · Burundi · Cambodja · Canada · Centraal-Afrikaanse Republiek · Chili · China · Chinees Taipei · Colombia · Comoren · Congo-Brazzaville · Congo-Kinshasa · Cookeilanden · Costa Rica · Cuba · Cyprus · Denemarken · Djibouti · Dominica · Dominicaanse Republiek · Duitsland · Ecuador · Egypte · El Salvador · Equatoriaal-Guinea · Eritrea · Estland · Ethiopië · Fiji · Filipijnen · Finland · Frankrijk · Gabon · Gambia · Georgië · Ghana · Grenada · Griekenland · Groot-Brittannië · Guam · Guatemala · Guinee · Guinee-Bissau · Guyana · Haïti · Honduras · Hongarije · Hongkong · Ierland · IJsland · India · Indonesië · Irak · Iran · Israël · Italië · Ivoorkust · Jamaica · Japan · Jemen · Jordanië · Kaaimaneilanden · Kaapverdië · Kameroen · Kazachstan · Kenia · Kirgizië · Kiribati · Koeweit · Kosovo · Kroatië · Laos · Lesotho · Letland · Libanon · Liberia · Libië · Liechtenstein · Litouwen · Luxemburg · Madagaskar · Malawi · Malediven · Maleisië · Mali · Malta · Marokko · Marshalleilanden · Mauritanië · Mauritius · Mexico · Micronesië · Moldavië · Monaco · Mongolië · Montenegro · Mozambique · Myanmar · Namibië · Nauru · Nederland · Nepal · Nicaragua · Nieuw-Zeeland · Niger · Nigeria · Noord-Korea · Noord-Macedonië · Noorwegen · Oeganda · Oekraïne · Oezbekistan · Oman · Oost-Timor · Oostenrijk · Pakistan · Palau · Palestina · Panama · Papoea-Nieuw-Guinea · Paraguay · Peru · Polen · Portugal · Puerto Rico · Qatar · Roemenië · Rusland · Rwanda · Saint Kitts en Nevis · Saint Lucia · Saint Vincent en de Grenadines · Salomonseilanden · Samoa · San Marino · Saoedi-Arabië · Sao Tomé en Principe · Senegal · Servië · Seychellen · Sierra Leone · Singapore · Slovenië · Slowakije · Somalië · Spanje · Sri Lanka · Soedan · Suriname · Swaziland · Syrië · Tadzjikistan · Tanzania · Thailand · Togo · Tonga · Trinidad en Tobago · Tsjaad · Tsjechië · Tunesië · Turkije · Turkmenistan · Tuvalu · Uruguay · Vanuatu · Venezuela · Verenigde Arabische Emiraten · Verenigde Staten · Vietnam · Wit-Rusland · Zambia · Zimbabwe · Zuid-Afrika · Zuid-Korea · Zuid-Soedan · Zweden · Zwitserland
Historische landen: Bohemen · Bondsrepubliek Duitsland · Brits-Indië · Duitse Democratische Republiek · Joegoslavië · Malaya · Nederlandse Antillen · Noord-Borneo · Noord-Jemen · Saarland · Servië en Montenegro · Sovjet-Unie · Tsjecho-Slowakije · West-Indische Federatie · Zuid-Jemen
Bijzondere deelnames: Onafhankelijke olympische atleten · Vluchtelingenteam 
 Australazië · Duits Eenheidsteam · Gemengd team · Gezamenlijk Team